# 費蘭度·托利斯
费尔南多·何塞·托雷斯·桑斯（西班牙語：Fernando José Torres Sanz，西班牙語發音：[feɾˈnando ˈtores]，1984年3月20日—），簡稱為費爾南多·托雷斯（Fernando Torres），是一名已退役的西班牙足球運動員，司職前鋒，現為馬德里競技U-19主教練。曾效力馬德里體育會及利物浦，是西班牙國家隊史上進球第三多球員。托利斯是一個速度快，具備突破能力，左右腳技術均衡的球員。  
托雷斯於馬德里競技的青訓系統展開他的足球職業生涯，他於2001年首次為馬德里競技一隊上陣，總共為球會在西甲上場總共174次並打入75球。再這之前，托雷斯亦都在西班牙足球乙級聯賽兩季上陣40場，射入7球。
2007年夏天轉會窗以破俱樂部轉會紀錄加盟利物浦，並成為自1995-96賽季的科拿後，首位利物浦球員能於一季射入超過20個聯賽入球。及後他成為利物浦最快攻入50球的球員，並在2008和2009年被國際職業足球員協會提名為年度世界最佳十一人。亦因為其極具速度及侵略性，而且於利物浦時期保持到高入球率。正因如此，托利斯於利物浦期間的雙紅會令曼聯中堅尼曼查·維迪每次對賽都因為守不住托利斯而被紅牌趕出場。
2011年1月轉會窗以5000萬英鎊破英倫三島紀錄兼西班牙最高身價球員轉投另一支英超俱樂部切爾西。在加盟後的第二個賽季，托雷斯為俱樂部嬴得英格蘭足總盃以及歐洲聯賽冠軍盃冠軍，但同時也是他個人進球紀錄最差的一個賽季。在接下來的賽季，他在2012–13年歐洲聯賽決賽射入1球，協助切爾西首次獲得這項錦標殊榮。2013年8月31日，他在欧洲超级杯的比赛中进球，成为欧洲赛场首位在世界杯、欧洲杯、联合会杯、欧洲冠军联赛、欧足联欧洲联赛、世俱杯和欧洲超级杯都能进球的满贯射手，因此被称为“人生赢家”。
然而在轉會車路士後狀態開始低迷，度過了難堪的歲月，狀態離譜到連空門都能打飛，原因是他的年紀越來越大，傷患越來越多所以導致能力下降，更因信心不足而經常錯失良機，進入2012年後，托利斯的進球率雖然已不復以往，更多次犯下嚴重的低級錯誤，例如多次單刀，空門射失，與往日在他隊的神勇表現大相逕庭，清秀的外貌加上差勁離譜的表現被謔稱為「托妞」，至今托妞一詞仍然極為常見，亦被香港人戲稱廢托。
托雷斯也是西班牙國家足球隊的成員，於2003年對葡萄牙首次上陣。他是國家隊中上陣超過100場以及第三名最多入球球員。托雷斯參與了西班牙國家隊7次主要國際賽事，包括2004年歐洲國家盃、2006年世界盃、2008年歐洲國家盃、2010年世界盃、2012年歐洲國家盃、2013年洲際國家盃、2014年世界盃。他在2004年未能入球，但在2006年世界盃射入3球。托利斯與西班牙一起奪得2008年歐洲國家盃，射入兩球，其中一球是決賽中唯一一個入球，2010年更奪得世界盃冠軍。托利斯與西班牙一起奪得2012年歐洲國家盃，射入3球，其中一球是決賽入球，成为欧洲杯最佳射手且成为连续两届欧洲杯决赛都进球的第一人。

## 早年
托雷斯出生於馬德里自治區的豐拉夫拉達。他於童年愛上足球並於5歲加入他首支球隊「Parque84」 。他的父親荷塞‧托雷斯在托雷斯的童年經常外出工作，導致母親弗利‧桑斯每日都帶着托雷斯前往足球訓練場地。而他的祖父雖然並不熱衷於足球運動，但以自己作為有着「床單軍團」(Los Colchoneros)之稱的馬德里競技的支持者而自豪，托利斯亦繼承了他祖父對這支位處馬德里南部的平民球隊的熱愛。
最初托雷斯與他的哥哥一樣時擔任守門員位置。直至7歲托雷斯由於受到日本漫畫足球小將的啟發 。令他由守門員轉踢為正前鋒，並開始定期為他的鄰會「Mario's Holland」參與室內足球聯賽三年後他開始為11人球隊「Rayo 13」踢球  。在經過一個射入55球的球季，托利斯是三位能夠到馬德里競技試腳的其中一位球員。他令球探留下深刻印象，終於在1995年11歲加入馬德里競技。

## 職業生涯

### 馬德里競技
經過一段訓練過程後，托雷斯在1998年贏得他首個青訓錦標 馬競派出u15的青年隊參加當年在歐洲和西班牙舉行的耐克盃，對手同為其他俱樂部的u15青年隊。馬競最後奪得是次錦標。他更被投票選為該年齡歐洲最佳球員。 在1999年，當年15歲的托雷斯與馬競簽訂自己首個職業生涯的合約。他年僅16歲便渡過了他在青年隊的第一年並參加了當時的Honor Division。 在2000–01 賽季俱樂部開季表現糟榚，托雷斯也因為脛骨骨折而讓他休養直到十二月。 其後托雷斯與一隊一同進行訓練以為來季進行準備，但他最終也在2001年5月27日在卡尔德隆球场為俱樂部正式上陣，對手為利根尼斯。 一週後，他在對陣阿爾巴塞特的比賽中射入自己在馬競的首個正式進球，然而馬競卻因得失球差不及另一俱樂部特內里費而無緣升上來季的西甲賽季。
馬競在2001–02賽季完結後終於以西乙冠軍身份重返西甲聯賽, 雖然托雷斯在該賽季表現不如理想，他在西乙上陣36場只攻入6球。 托雷斯在他首個西甲賽季中表現更為理想。他在2002–03西甲賽季上陣29場並打進13球，協助馬競以11名完成該賽季。 在2003年7月，在切爾西持有人阿布拉莫维奇完成切爾西的收購後，他對托雷斯2,800萬歐元的報價被馬競所拒絕。 在2003-04球季，托利斯已經在自己第二個西甲賽季中大展才華，上陣35場並打入19球， 令他成為該賽季聯賽射手的第三名。 同時，年僅19歲的他更被任命為隊長，成為馬競歷史上最年輕隊長。 該季床單軍團只得第七，失去參加來季歐洲足協盃的機會，但仍可參加圖圖盃，令托利斯首嘗參加歐洲賽滋味。 他在對陣OFK貝爾格萊德的第四輪比賽中在兩回合總共攻入兩球，兩球分別以左右腳射入。 馬競最終打入決賽，但在法定時間120分鐘雙方2:2平手，及後馬競僅在互射點球階段以1:3敗於比利亞雷阿爾。 應屆英超冠軍切爾西當時對托雷斯非常有興趣並相信能在2005年夏季前簽下他，但馬競主席恩里克·塞雷索表示切爾西是沒有機會簽下托雷斯。 而塞雷索在隨後表示在2006年1月的轉會窗中馬競會等侯其他俱樂部對於托雷斯的報價，而托雷斯聲稱紐卡索聯在三月時做了一個報價而幾乎將他簽下。

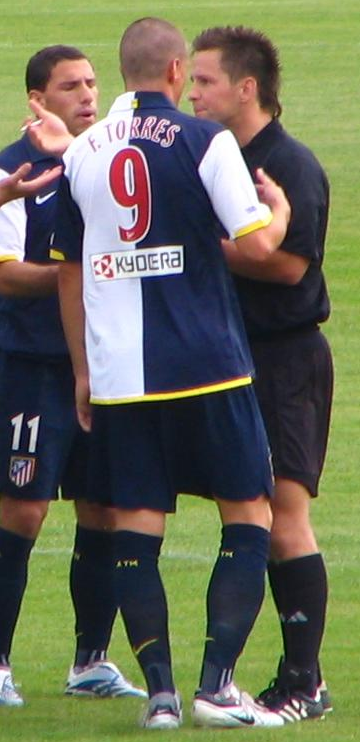
托雷斯在2006為馬德里競技效力期間

托利斯在2006年世界盃後，拒絕在2005–06賽季完結後加盟切爾西。 托雷斯在2006–07賽季打進14球。 英格蘭的媒體紛紛報導他成為利物浦的主要引援目標，但塞雷索稱：「我們沒有收到任何從利物浦或任何其他俱樂部的報價」。 無論如何，在數天後，媒體表示馬競已經同意利物浦有關托雷斯的報價，而報價高達2,500萬歐元再附上路易斯·加西亚。 同時，馬德里競技已為托利斯離隊作出準備，並於6月30日從比利亞雷阿爾簽入前鋒迪亞高·科蘭。同年7月2日，媒體表示托雷斯已經縮短自己的假期並飛返馬德里再前往利物浦。 接下來的數天，托雷斯最終在利物浦Melwood訓練基地通過體測。 他在與利物浦簽下六年合約前，在7月4日於馬德里舉行記者招待會向馬競一眾球迷道別。 而這次轉會費是利物浦史上最高。 在2008年3月，主教練拉法埃尔·贝尼特斯 在接受泰晤士報的訪問時表示，雖然加西亞同時轉會到馬競，但托雷斯的轉會費用只是大約在2,000萬歐元左右。

### 利物浦

#### 2007-08球季
托雷斯在2007年8月11日對陣阿斯頓維拉的賽事中首次為利物浦上陣，協助紅軍以2:1擊敗對手。 托雷斯在俱樂部1:0擊敗圖盧茲足球俱樂部的歐洲冠軍聯賽附加賽中首次在歐冠上陣。他在下半場79分鐘以替補身份上場。.托雷斯在2007年8月19日主場對切爾西的賽事中他射入了效力利物浦後首個英超聯賽進球，他在上半場16分鐘便攻破切爾西的大門，協助紅軍最終以1:1戰平對手。 托雷斯在2007年9月25日英格蘭聯賽盃對陣雷丁的比賽中做出職業生涯首個帽子戲法，所有進球都是在下半場射入，協助紅軍4::2大勝對手。他在歐冠上陣3場後終於在2007年11月28日主場對陣波爾圖的歐冠小組賽賽事中打進自己首個歐冠進球兼梅開二度，協助紅軍以4:1大勝對手。

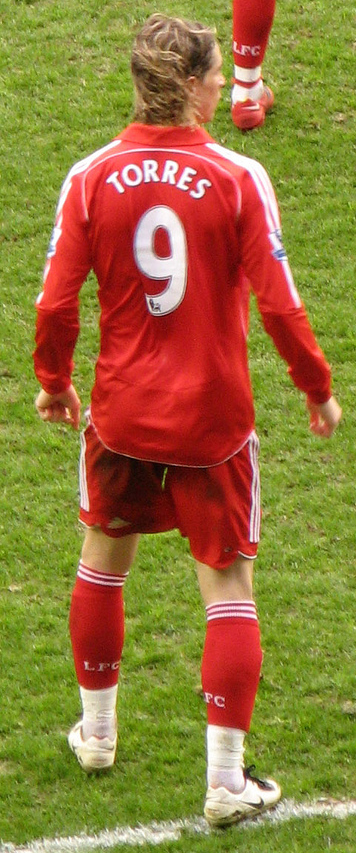
托雷斯在2008年為利物浦效力期間

托雷斯在2008年2月獲選為英超每月最佳球員 因為他在該月份上陣4場射入4球，包括在2月23日主場對米德爾斯堡的帽子戲法。 及後托雷斯在3月5日對西漢姆聯的賽事再次上演帽子戲法，這也是紅軍60年來第一位連續於主場上演帽子戲法的球員，上一次是在1946年11月由傑基·巴爾默（Jackie Balmer）所做出。 3月15日，利物浦主場2:1反勝雷丁，托雷斯在下半場47分鐘以頭槌頂入致勝一球，這亦是他英超第20球進球。自罗比·福勒在1995-96賽季打入28球以來，托雷斯是第一個單一賽季聯賽進球超過二十球的利物浦球員。 同年4月，他在歐冠半準決賽次回合對陣兵工廠再次打進一球，協助紅軍晉級準決賽。 這次進球也是他在這個賽季各項賽事中的第29球， 打破了迈克尔·欧文所保持的單季進球紀錄。 在同年4月11日，托雷斯被提名為英格蘭PFA足球先生六名侯選人之一， 最終被曼聯球員克里斯蒂亞諾·羅納度奪得是次獎項。 這位西班牙人也被提名為 PFA年度最佳青年球員侯選人之一，但獎項最終被兵工廠球員塞斯克·法比加斯奪得。而托雷斯最終獲選該賽季為PFA年度最佳陣容之一。 5月，不敵羅納度無緣該賽季的英格蘭FWA足球先生獎項。
2008年5月4日, 托雷斯在利物浦對陣曼城,的比賽中，在下半場57分鐘打進全賽唯一進球，這也打平了由羅傑斯·洪特（Roger Hunt）所保持的連續在安菲爾德的八場聯賽進球的紀錄。在5月11日，利物浦對熱刺的英超賽事中，托雷斯打進聯賽第24球，打破了由前曼聯射手范尼斯特鲁伊保持的外籍球員英超處子賽季的進球紀錄。 他在賽季結束以後共同以24球與埃曼纽埃尔·阿德巴约完成英超神射手第二名。 托雷斯在賽季結束後也受到當地媒體的猜測，指切爾西願意支付五千萬英鎊從利物浦簽下他。但托雷斯表明他只會在很多年後才會離開利物浦。 時任利物浦持有人湯姆·希克斯也否定了托雷斯轉會的想法，他表示他不會允許托雷斯在任何報價上離開俱樂部。

#### 2008–09球季

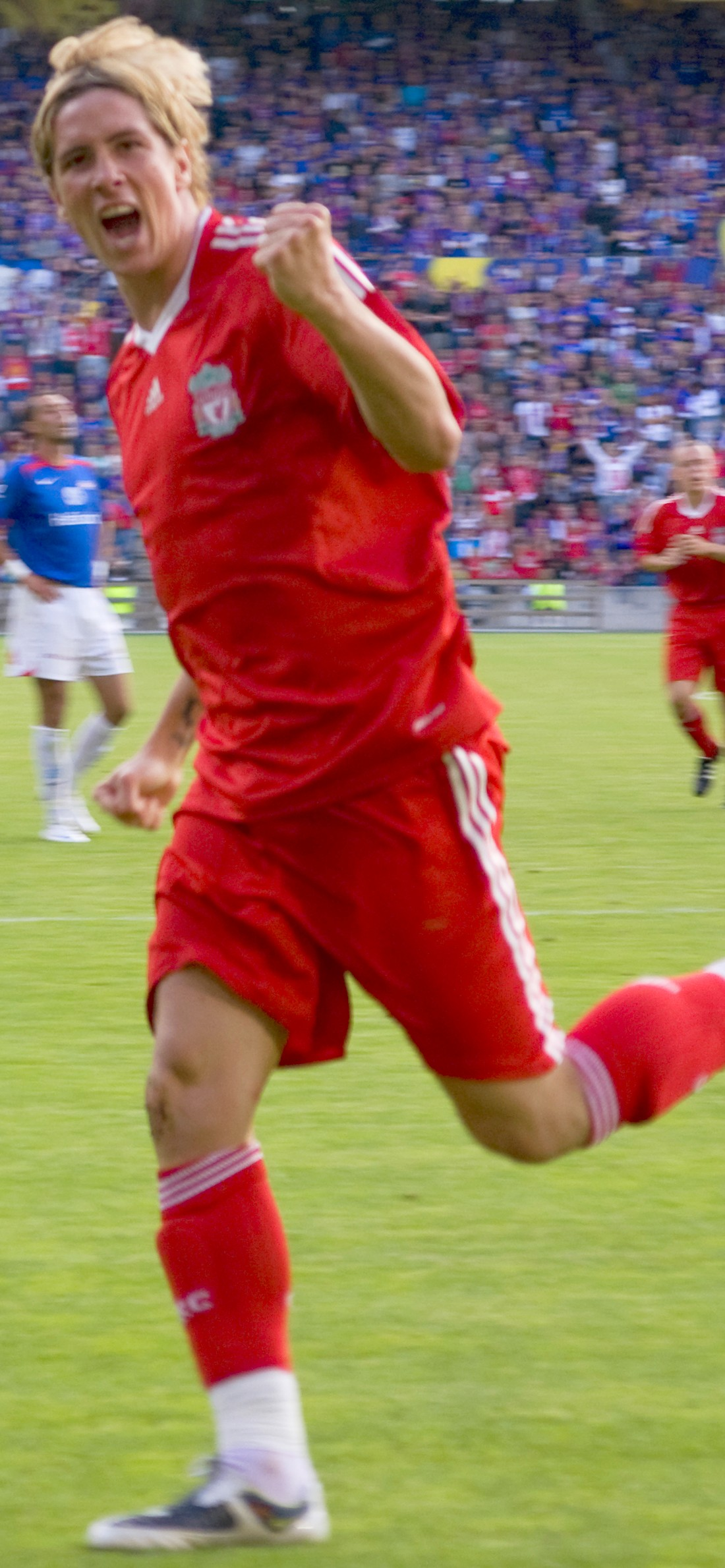
托雷斯在2008年效力利物浦期間慶祝自己的進球

托雷斯在2008–09賽季的首個聯賽進球是在2008年8月16日作客新特蘭的時侯所射入。他在離球門25碼打出一記遠射，協助紅軍以1:0擊敗對手。 他在0:0戰平阿斯頓維拉的比賽中遭遇了腿後腱撕裂，這讓他需要休息兩到三個星期。 托雷斯在歐洲冠軍聯賽2:1擊敗馬賽的比賽中重返綠茵賽場以及在2008年9月27日的默西賽德郡德比中打進兩球，協助紅軍以2:0擊敗死敵艾佛頓。 他在接下來週末作客曼城的比賽中個人梅開二度，令利物浦在曼徹斯特市球場落後兩球下追平對手，紅軍最後以3:2反勝曼城。 當中第一個進球是利物浦在英超的第一千個進球。 托雷斯在2010年世界盃外圍賽後再次遭遇腿後腱受傷, 也令他需要缺陣三場利物浦的賽事。 在2008年10月22日，利物浦在歐冠賽場上客場托雷斯母會馬德里競技，但托雷斯的傷勢導致他無緣是次在比森特·卡爾德隆上演的賽事。 馬競主席恩里克·塞雷索給予他VIP觀眾席給予他欣賞是次賽事，但被他以在默西賽德郡養傷為由而拒絕。 2008年10月27日，他被國際職業足球員協會提名為2007–08賽季世界最佳十一人。
托雷斯在2008年11月8日利物浦對陣西布罗姆维奇的比賽中再次為紅軍披甲上陣，他在下半場72分鐘以替補身份上場，協助紅軍以3:0大勝對手。 他也表示他對於最終會回到母會馬競感到興趣，他說:「我不知道我會不會回到那裡退役，但我很樂意回去並完成一些在那裡還沒完成的事。」 但托雷斯在11月利物浦1:0擊敗馬賽的歐冠賽事，賽後被證實拉傷腿筋，令他需再次養傷2至3星期， 後來被專家確認需要休息至少四個星期。 托雷斯在同年12月被提名為國際足協世界足球先生侯選人之一， 最終他以第三名僅次於羅納度和利昂内尔·梅西。 托雷斯在2009年1月3日以替補身份重返紅軍陣容，更打進一球協助紅軍以2:0擊敗普雷斯顿; 這也是他第一次參加英格蘭足總盃賽事。 他在2009年2月1日對陣切爾西的聯賽梅開二度，協助紅軍2:0擊敗到訪安菲爾德的藍軍。 儘管托雷斯只在俱樂部效力了了一年半的時間，但他在加盟的短時間內取得了利物浦的成績，令他被泰晤士報選為「利物浦50名最佳球員」之一。
托雷斯在2009年3月10日歐冠16強對陣他的昔日死敵皇家馬德里，但由於自身腳踝受傷的關係，他為了能夠在比賽中上場而在比賽前注射止痛劑。他打進比賽中的首個進球，協助紅軍在主場大勝銀河鑑隊4:0，令利物浦以總比分5:0晉級半準決賽。 4天後他在老特拉福德球场作客曼聯的比賽中首發上陣，他在上半場打進一球令紅軍追平比分，而最後紅軍在「雙紅會」上以4:1大戰宿敵紅魔。 托雷斯在2009年4月被提名為該英超賽季PFA年度最佳陣容。 其後他在2009年5月24日對陣熱刺的英超閉幕戰中打進自己在紅軍的第50個進球，這也是他在紅軍的第84場賽事。

#### 2009–10球季

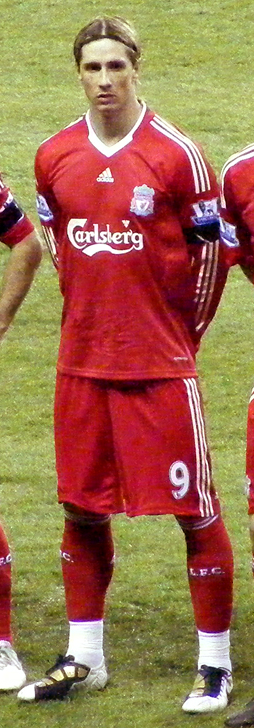
托雷斯在2010替利物浦上陣前

在接下來的賽季，托雷斯同意與利物浦簽訂一份新合約。 他在同年8月14日正式與紅軍簽下新的合約。. 隨着新合約的生效，托雷斯又再延長自己一年的合約，合約將會延長到2013年夏季。 托雷斯在2009年9月19日利物浦對陣西汉姆联的賽事中梅開二度，協助紅軍以3:2擊敗對手。而托雷斯的出色表現也令紅軍重返聯賽第三名。 一星期後，他做出了在2009–10賽季首個帽子戲法，協助紅軍在安菲爾德以6:1大勝赫爾城。 由於托雷斯在9月份射入五球的出色表現令他成為了該月份英超最佳球員的以及成為該賽季最佳射手. 2009年10月25日，他在雙紅會中打進一球，協助紅軍以2:0擊敗紅魔， 賽後，主教練貝尼特斯在接受媒體採訪時盛讚托雷斯在場上的表現，他說：「我們都在等待這最後的傳球。當它來到托雷斯的腳下時我們就知道他會破門得分。」托雷斯在2009年12月再次被提名為世界最佳十一人。他在2009年12月29日利物浦作客對陣阿斯頓維拉的壓哨進球讓他成為利物浦有史以來最快打進50粒聯賽入球的球員。 他在2010年4月4日1:1作客戰平伯明翰城的比賽中在下半場65分鐘被換下場，原因是貝尼特斯表示托雷斯已經是「筋疲力盡」。 2010年4月8日，托雷斯在該賽季最後一次上場，他在歐羅霸聯賽對陣本菲卡的比賽中個人梅開二度，協助紅軍以4:1大勝對手 但俱樂部並於4月18日宣布，托雷斯因為接受膝蓋手術將錯過本賽季剩下的比賽。 這也標誌着他在這個賽季各項賽事上陣32場並攻入22球，也是第二次成為隊中最佳射手。

#### 2010-11球季

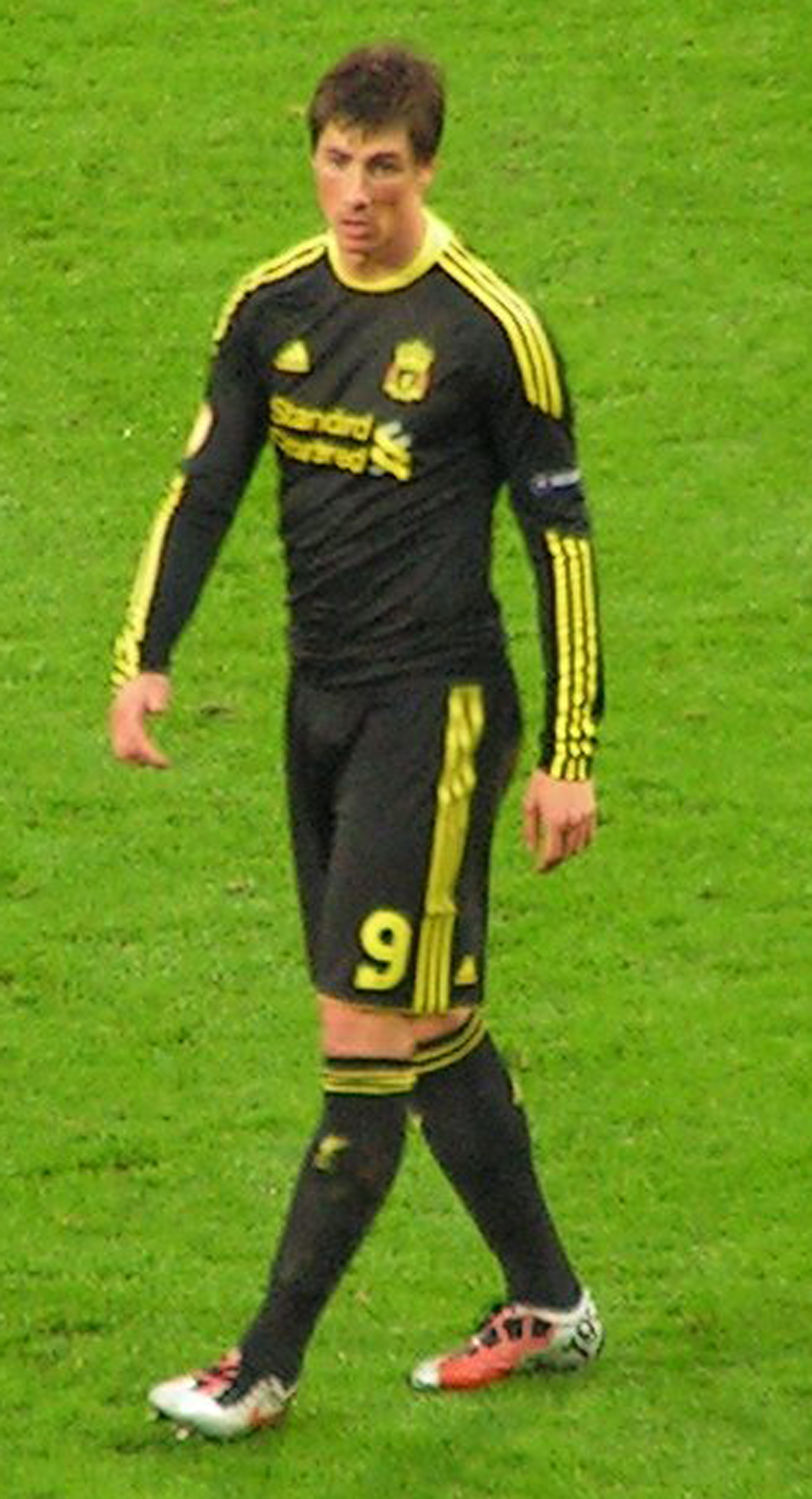
托雷斯在2010年為利物浦效力

隨着霍奇森被任命為利物浦的主教練後他表示托雷斯是俱樂部的非賣品，他說:「托雷斯不會被出售，而我們不歡迎任何對於他的報價。我們希望可以留住他。」 霍奇森對於有關於托雷斯要離隊的新聞是錯誤的，他駁斥說:他告訴我們他打算在星期一的比賽上陣，他希望儘快重返賽場並展望在下一個賽季繼續為紅軍效力。這就是我所知道的，如果他要離隊我會建議這是錯誤的決定。」托雷斯在8月3日表示他承諾留在行浦，他說「正如我加盟的第一天，我對俱樂部的承諾和忠誠度和球迷一樣。」
他在2010–11賽季首次上陣是在2010年8月14日1:1戰平阿森納的揭幕戰，在下半場74分鐘以替補身份上陣。 2010年8月29日，利物浦主場迎戰升班馬，托雷斯於下半場66分鐘射入致勝一球， 這一球是他在的第五十個入球，同時亦打破了近4個月的入球荒。2010年10月24日，托雷斯在俱樂部主場對陣布莱克本流浪者的比賽中打進致勝一球，協助紅軍以2:1擊敗對手。這也是他自8月來的首個進球。2010年11月7日，英超第十一輪，利物浦主場對陣榜首的車路士，此場賽事托雷斯射入兩個入球，讓托雷斯徹底掃除本賽季開始以來的傷病與狀態低迷，最終利物浦贏2-0，協助利物浦升上積分榜第9位。2011年1月22日，利物浦客場對上狼隊，托雷斯於上半場36'與下半場90+1'各射入一球，加上在50分鐘射入的一球，取得3-0勝利，打破了近30年來客場對陣狼隊不勝以及本赛季此前已經客場五連敗的尷尬記錄，也取得了上任以來的首場勝利，但托雷斯隨即要求轉會，遭利物浦拒絕。

### 切尔西
2011年1月27日，切爾西對托雷斯進行4,000萬鎊的報價，但被利物浦所拒絕。 隨後他向利物浦遞交了正式的轉會申請，在第二天也遭到了紅軍方面的拒絕， 但托雷斯仍然在同年1月31日轉會至切爾西並與藍戰士簽下一份五年半的合約，據報導，這次的轉會費高達5,000萬英鎊，更打破了英國本土的轉會費紀錄以及令托雷斯成為當地史上第六名昂貴身價的球員。 托雷斯於2011年2月6日首次為切爾西上陣，對手正是老東家利物浦，該場比賽切尔西最終以0-1告負。 在2011年4月24日，托雷斯在對西漢姆聯的英超賽事中射入自己轉會到切爾西以來首個入球，並結束持續了903分鐘的入球荒，也協助藍軍以3:0大勝對手。 這也是他在2010–11賽季為切爾西打進的唯一一個進球，他在這賽季為藍軍上陣18次。

#### 2011-12球季

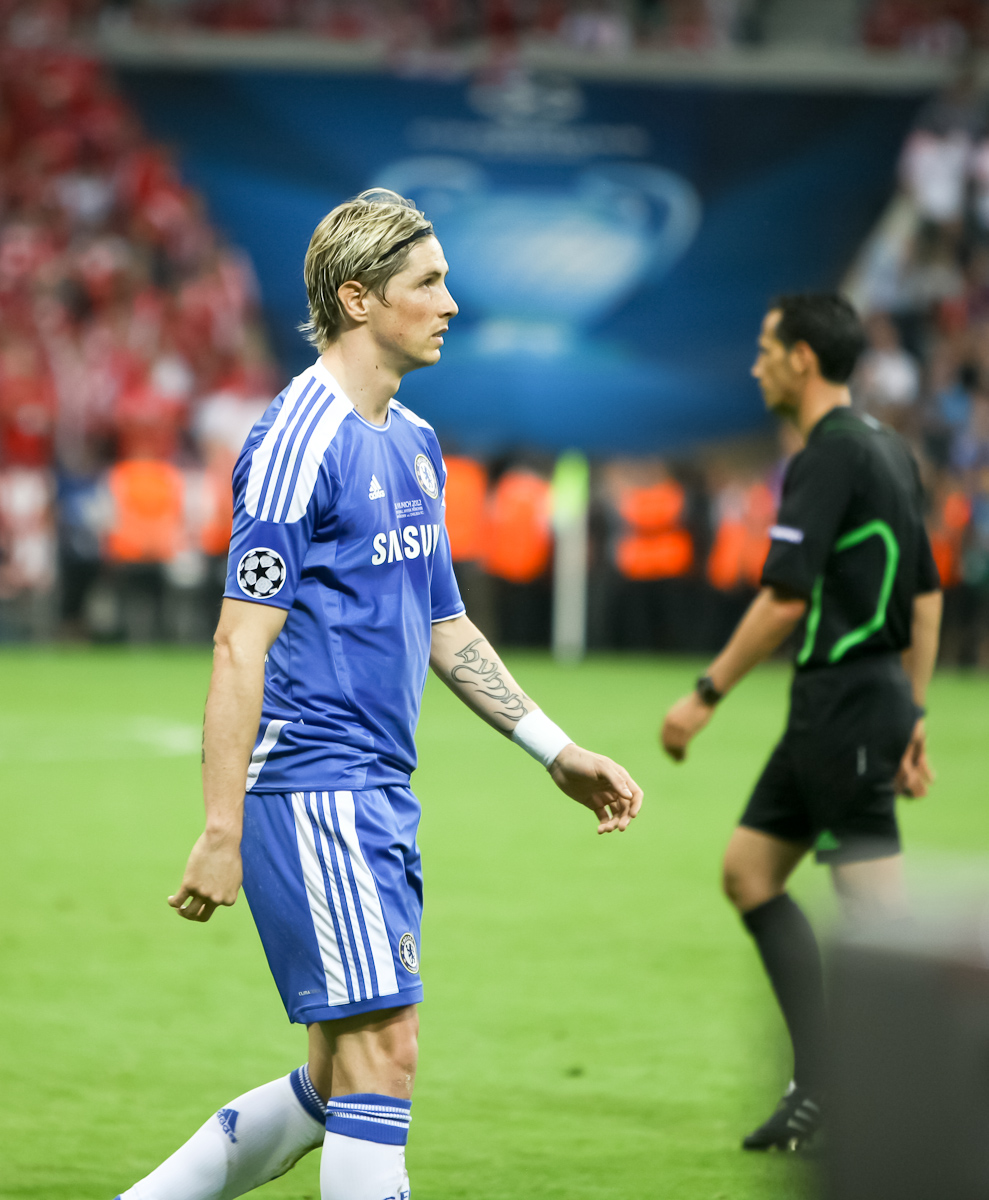
托雷斯為切爾西在2012年歐洲冠軍聯賽決賽上陣

因為托雷斯在發揮一種凌厲的串連作用，再加上他願意做出大量的跑動從而在空中進行搶奪皮球的行動，令他在2011年8月14日作客0:0戰平斯托克城的賽事中首發上陣。 他在2011年9月18日作客曼聯的聯賽賽事中打進自己在這個賽季的第一個以及在切爾西的第二個進球，但仍然以1:3不敵紅魔。其後，他在切爾西主場4:1大勝斯旺西城的比賽中打進在這個賽季的第二個聯賽進球。 但在他進球後十分後，他以雙腳飛剷對方球員Mark Gower，令他被主裁判以紅牌罰離場。這也是他在英超的首張紅牌，也導致他停賽三場。 2011年10月19日，托雷斯在歐洲冠軍聯賽面對亨克的賽事中個人梅開二度，協助俱樂部以5:0大勝對手，這也是他自2008–09賽季歐洲冠軍聯賽八強對陣切爾西以來首場歐冠聯賽。
2011年8月12日托雷斯代表西班牙國家隊友賽作客意大利上陣14分鐘便退下火線，之後證實腦震盪，未必趕及於周日的英超復出，連累切尔西面臨傷兵問題。幸好他可以出席切尔西作客斯托克城的聯賽。9月18日托雷斯在作客對曼聯的英超賽事中射轉會到切尔西以來的第二個入球，也是今季切尔西於2011-12球季的首個入球，該場比赛中切尔西最終以1-3告負。
2012年2月11日，在作客埃弗顿的比賽後，托雷斯的入球荒達到了1199分鐘，比的1159分鐘入球荒還要多40分鐘。2012年3月14日，歐冠十六強賽結束時，托雷斯在場上的未進球時間已達24小時。
這個入球荒直到2012年3月18日足總盃對中打破，在這場比賽中，托雷斯交出兩個入球和兩個助攻。那場比賽結果是切尔西5-2李斯特城。之后托雷斯在客场对阵阿斯頓維拉的比赛中补时阶段攻入了自2011年9月24日主场对阵以来的首个联赛进球，助球队4-2劲胜对手。
在欧洲冠軍聯賽準决赛次回合客场对阵中，托雷斯在最后时刻扳平比分为2-2，助切尔西比分3-2淘汰对手晋级决赛的同时攻入职业生涯11次对阵红蓝军团中的第八次入球。之后联赛主场对阵女王公园巡游者的同城德比中第一次作为切尔西球员完成帽子戏法，协球队6-1大胜。
2012年5月20日，托雷斯在安聯球場對陣拜仁慕尼黑的歐冠決賽中84分鐘臨危受命上陣，在當時切尔西落後0-1的情況下托雷斯替球隊搏得一個角球，結果杜奧巴在88分鐘接應這個角球頂入追成1-1，經過加時賽後仍維持1-1的比分進入互射十二碼階段，最後切尔西以4-3力克拜仁首次登上歐洲之巔，這亦是托雷斯在球會生涯中獲得的第一個歐洲賽事冠軍榮譽。

#### 2012-13球季
2012-13年球季歐足聯歐洲聯賽，托雷斯在四強和決賽均取得入球，幫助切尔西獲得歐霸盃冠軍。個人亦完成足壇超級大滿貫（贏得世界盃、歐國盃、歐冠及歐霸）。
2012-13年球季，托雷斯在英超最後一輪攻入致勝一球以2:1擊敗愛華頓協助車路士穩坐聯賽第三位，來季直入歐聯32強分組賽。

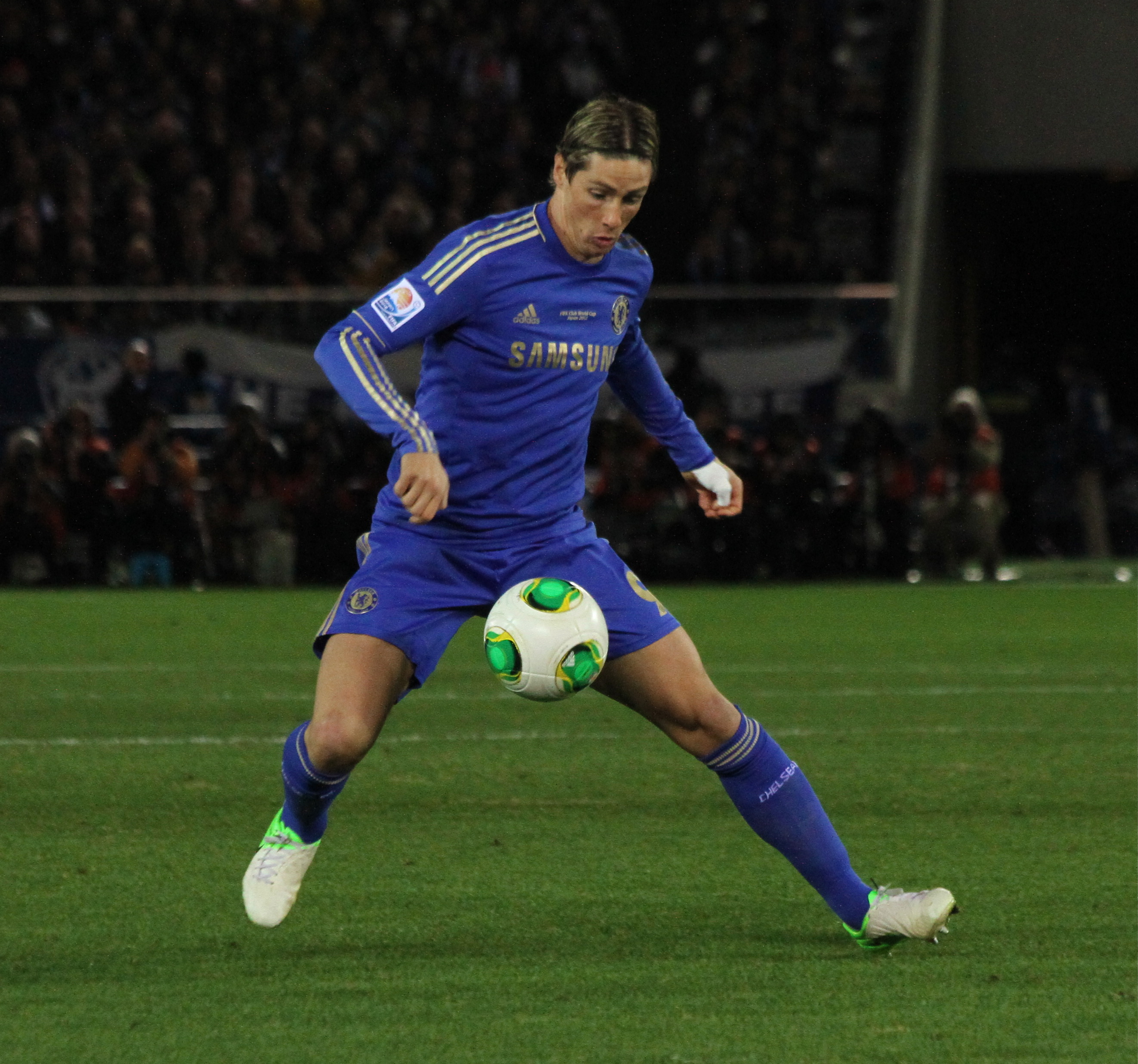
托雷斯為切爾西在2012年俱樂部世界盃決賽上陣

#### 2013-14球季
托雷斯在2013–14賽季的對陣赫爾城揭幕戰中被重返切爾西的主教練何塞·穆里尼奥選為首發之一，他在剛開賽僅5分鐘就為藍軍獲得十二碼。 他2013年歐洲超級盃對陣拜仁慕尼黑的比賽中打進自己在新賽季的首個進球。 在2013年9月28日，他在白鹿巷球場作客1:1戰平熱刺的比賽中，被兩黃一紅趕罰離場。
2013年10月22日，托雷斯在歐洲冠軍聯賽對陣沙尔克04的比賽中為切爾西上陣第100場比賽並個人梅開二度協助藍軍3:0大勝對手。托雷斯在10月27日對陣應屆冠軍曼城的比賽打進自己在這個賽季的首個聯賽進球，他在下半場傷停補時階段接應安德列·舒賀爾尼的傳球並將皮球送入網內。

### AC米蘭
2014年8月31日，托利斯被借用到意甲球會AC米蘭，為期兩季。 當他到達AC訓練基地時，他表示希望可以在跟隨歷年來最偉大前鋒的願望，他表示:「我的球衣是位處马尔科·范巴斯滕、乔治·维阿以及菲利普·因扎吉之後。」 於借用期在2016年屆滿時，他在切爾西的合約亦同時完結。他在2014年9月20日首次為俱樂部上場，在下半場76分鐘以替補身份入替安德雷·波利，但AC米蘭在主場仍然0:1不敵擊敗到訪的尤文圖斯。兩天後，他在對陣恩波利的比賽中以頭球破門，為米蘭打入首個進球。

### 重返馬德里競技

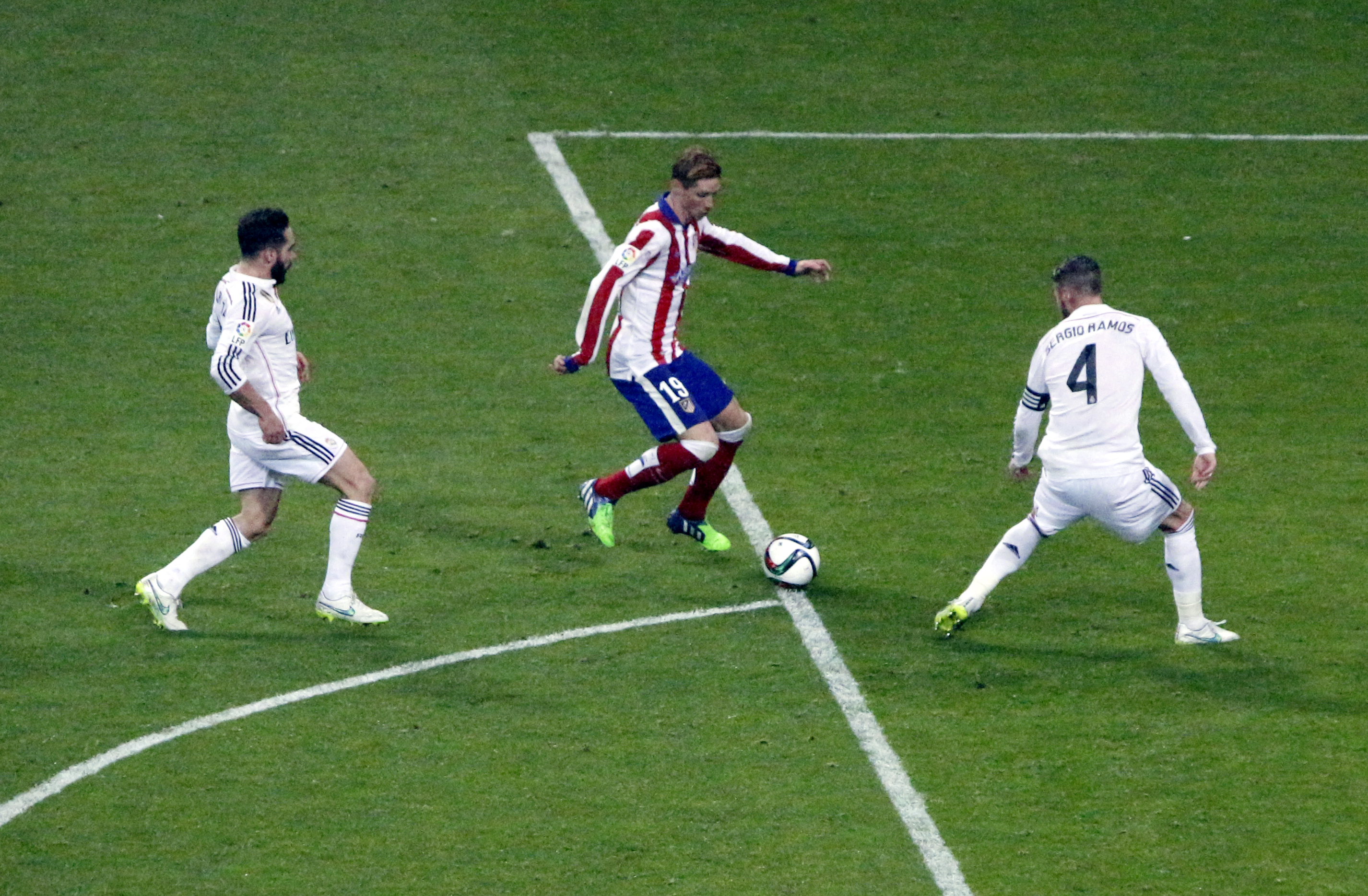
托雷斯在2015年的馬德里打吡面對塞尔希奥·拉莫斯

2014年12月27日，AC米蘭宣佈於2015年1月5日正式羅致托雷斯， 但兩天後，馬德里競技透過官方網站表示已經完成了托雷斯的租借手續，他會以租借形式留效在馬競直至2016年6月為止。是次租借形式的同一天(2015年1月5日)，馬競也將阿莱西奥·切尔奇租借予AC米蘭。  托雷斯在2015年1月4日便返回母會主場比森特·卡爾德隆球場接受超過45,000名球迷的歡迎。托雷斯重返馬德里競技後狀態回勇，他在2015年1月7日再次為母會上陣，在西班牙國王盃16強首回合將陣皇家馬德里的比賽中表現出色，雖然他在下半場59分鐘被喬治·科克換離出場，但馬競仍以2:0擊敗同城死敵。 他在八天後次回合作客對陣皇家馬德里的中梅開二度，第一球更在上半48秒攻入，打破了在皇馬主場最快進球的記錄，這也是他在馬德里打吡的首球。及後在下半場開賽不到1分鐘再攻入一球，協助馬競以2:2打平對手。 在國王盃八強次回合主場對陣巴薩的比賽中，托雷斯在38秒攻進第一球，令他時隔七年再次在主場進球，可是馬競仍以2:3敗予巴薩。無緣國王盃四強。
3月17日,托利斯在2014–15年歐洲冠軍聯賽16強次回合PK大戰階段射入致勝的一球，協助馬競擊敗勒沃库森，得以晉身半準決賽。 3月21日，他在對陣赫塔費的比賽打進回歸西甲的第一個進球，他在上半場3分鐘接應角球頂入，協助馬競以2:0擊敗對手。

### 加盟日本J聯盟
2018年7月10日加入日本J聯盟鳥栖砂岩隊，簽約三年，年薪7億5000萬日圓。

2019年6月21日，托雷斯宣佈掛靴。

### 教練生涯
2020年9月，托雷斯返回了馬德里競技青年B隊成為教練組成員，2021年1月，正式被任命為馬德里競技青年B隊主教練。
2021年7月25日，托雷斯被任命為馬德里競技青年A隊主教練。

## 國家隊生涯

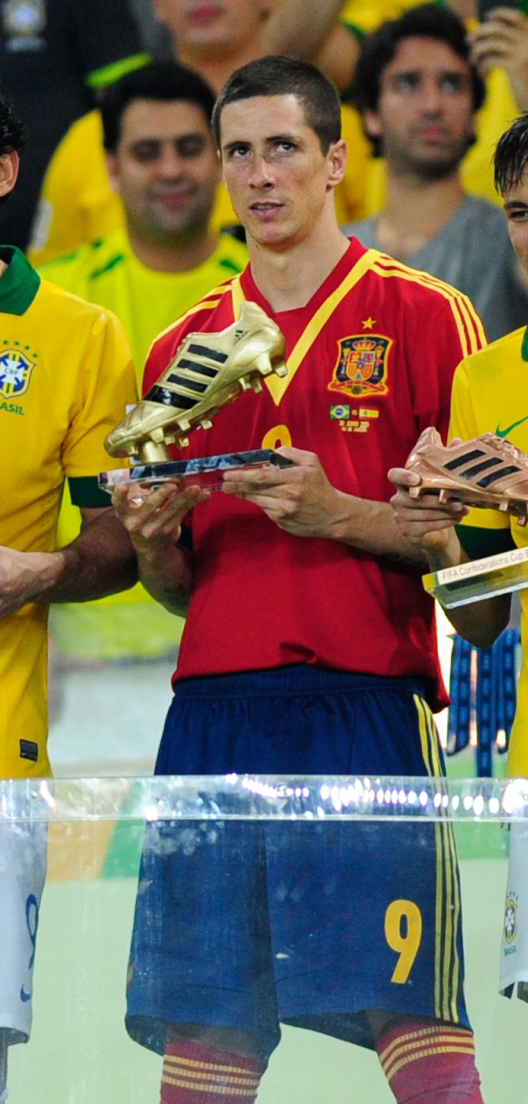
托利斯在巴西奪得2013年洲際國家盃金靴獎

在2001年2月，托雷斯替西班牙U16贏得Algarve Tournament。
- 2003年9月進行的2004年歐洲國家盃外圍賽中，西班牙隊主教練塞斯（英语：Iñaki Sáez）給了他在國際大賽上演處子秀的機會，最終西班牙3比0戰勝葡萄牙。
- 2005年10月，费尔南多·托雷斯在西班牙對比利時的外圍賽中梅開二度，西班牙終能險勝對手。費蘭度托利斯其後在對聖馬力諾的比賽，造出他職業生涯以來的第一次帽子戲法。
- 2006年德國世界盃，托雷斯為西班牙國家足球隊正選前鋒。
- 2008年歐洲國家盃，托雷斯於西班牙對德國的決賽裡，在33分鐘射入致勝的一球，為西班牙奪得失去多時歐國盃冠軍。
- 2010年南非世界盃，托雷斯跟隨西班牙國家隊首次奪冠軍，但其並未進過任何一球。
- 2011年8月12日托利斯代表西班牙國家隊友賽作客意大利，上陣14分鐘便退下火線，之後證實腦震盪。
- 2012年歐洲國家盃冠军，最佳射手。
- 2013年洲際國家盃個人射入5球，並有1個助攻，但當中有4球為對大溪地時攻入，在淘汰賽包括決賽並未進過任何一球，使西班牙失落冠军，仍僥幸力壓巴西超新星尼馬和費度，成為神射手。
- 2014年世界盃足球賽僅射入一球，但西班牙无法扭转被荷兰逆转命运，第二仗更被智利爆冷，最终出局。

## 個人生活

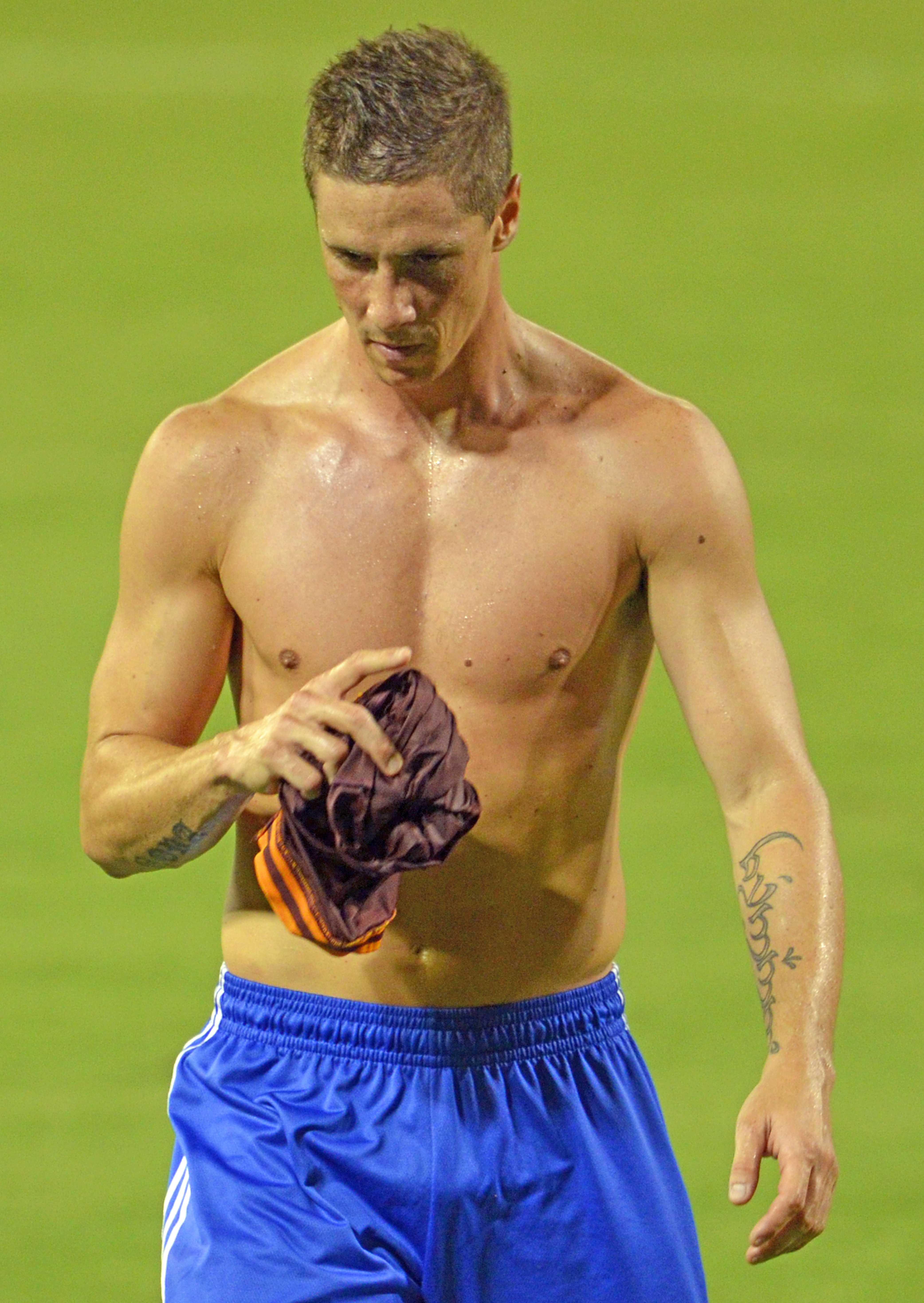
托雷斯在左手臀上關於托爾金的刺青是清晰可見

托雷斯的雙親名為José Torres和Flori Sanz，他也有兩名比他大的哥哥和姊姊，Israel (生於1977)和María Paz (生於1976). 托利斯為人低調，2009年5月27日與青梅竹馬的女朋友Olalla Domínguez在馬德里一間位處偏僻的教堂El Escorial舉行私人婚禮，當時只有兩名賓客在場。與很多球星不同，二人早於小時便相戀。事實上托利斯對於感情生活極之低調，亦少有傳出緋聞。 兩人在2001年便成為情侶，坊間認為兩人在加利西亚的海邊小鎮認識，因為每年托雷斯都會與家人正離開馬德里到當地到假。.兩人婚後育有兩名子女。長女Nora於2009年7月8日出生在聖地亞哥-德孔波斯特拉的La Rosaleda醫院， 幼子Leo則於2010年12月6日出生。當時效力利物浦的托利斯為了迎接兒子而前往利物浦當地的醫院，缺席了對阿士東維拉的賽事。
在2009年，有人報告說，托雷斯積累了1400萬英鎊的個人財富。 他曾經在西班牙搖滾樂隊El Canto del Loco的MV"Ya nada volverá a ser como antes"裡出現， 托雷斯與樂隊中的主唱Dani Martín是好友，透過此次影片向大眾傳達與這名足球員友好的關係。 他曾經在2005年的喜劇電影「托倫特3：保護者」(Torrente 3: El protector)客串出現。 在2009年，他推出了一個名為「托雷斯: 聖嬰: 我的故事」(Torres: El Niño: My Story)的自傳。
托雷斯也是作家J·R·R·托尔金的忠實支持者，而他也弄了一個談格瓦文字的"Fernando"在左前臀上。

## 生涯數據

### 俱樂部
| 俱樂部            | 賽季     | 聯賽                 | 聯賽 | 聯賽 | 國家盃賽 | 國家盃賽 | 聯賽盃賽 | 聯賽盃賽 | 歐戰 | 歐戰 | 其他 | 其他 | 總計 | 總計 |
| 俱樂部            | 賽季     | 層級                 | 出賽 | 進球 | 出賽     | 進球     | 出賽     | 進球     | 出賽 | 進球 | 出賽 | 進球 | 出賽 | 進球 |
| ----------------- | -------- | -------------------- | ---- | ---- | -------- | -------- | -------- | -------- | ---- | ---- | ---- | ---- | ---- | ---- |
| 馬德里競技        | 2000–01  | 西班牙足球乙級聯賽   | 4    | 1    | 2        | 0        | —        | —        | —    | —    | —    | —    | 6    | 1    |
| 馬德里競技        | 2001–02  | 西班牙足球乙級聯賽   | 36   | 6    | 1        | 1        | —        | —        | —    | —    | —    | —    | 37   | 7    |
| 馬德里競技        | 2002–03  | 西班牙足球甲級聯賽   | 29   | 13   | 3        | 1        | —        | —        | —    | —    | —    | —    | 32   | 14   |
| 馬德里競技        | 2003–04  | 西班牙足球甲級聯賽   | 35   | 19   | 5        | 2        | —        | —        | —    | —    | —    | —    | 40   | 21   |
| 馬德里競技        | 2004–05  | 西班牙足球甲級聯賽   | 38   | 16   | 6        | 2        | —        | —        | 5    | 2    | —    | —    | 49   | 20   |
| 馬德里競技        | 2005–06  | 西班牙足球甲級聯賽   | 36   | 13   | 4        | 0        | —        | —        | —    | —    | —    | —    | 40   | 13   |
| 馬德里競技        | 2006–07  | 西班牙足球甲級聯賽   | 36   | 14   | 4        | 1        | —        | —        | —    | —    | —    | —    | 40   | 15   |
| 馬德里競技        | 總計     | 總計                 | 214  | 82   | 25       | 7        | —        | —        | 5    | 2    | —    | —    | 244  | 91   |
| 利物浦            | 2007–08  | 英格蘭足球超級聯賽   | 33   | 24   | 1        | 0        | 1        | 3        | 11   | 6    | —    | —    | 46   | 33   |
| 利物浦            | 2008–09  | 英格蘭足球超級聯賽   | 24   | 14   | 3        | 1        | 2        | 0        | 9    | 2    | —    | —    | 38   | 17   |
| 利物浦            | 2009–10  | 英格蘭足球超級聯賽   | 22   | 18   | 2        | 0        | 0        | 0        | 8    | 4    | —    | —    | 32   | 22   |
| 利物浦            | 2010–11  | 英格蘭足球超級聯賽   | 23   | 9    | 1        | 0        | 0        | 0        | 2    | 0    | —    | —    | 26   | 9    |
| 利物浦            | 總計     | 總計                 | 102  | 65   | 7        | 1        | 3        | 3        | 30   | 12   | —    | —    | 142  | 81   |
| 切爾西            | 2010–11  | 英格蘭足球超級聯賽   | 14   | 1    | —        | —        | —        | —        | 4    | 0    | —    | —    | 18   | 1    |
| 切爾西            | 2011–12  | 英格蘭足球超級聯賽   | 32   | 6    | 6        | 2        | 1        | 0        | 10   | 3    | —    | —    | 49   | 11   |
| 切爾西            | 2012–13  | 英格蘭足球超級聯賽   | 36   | 8    | 5        | 1        | 4        | 2        | 16   | 9    | 3    | 2    | 64   | 22   |
| 切爾西            | 2013–14  | 英格蘭足球超級聯賽   | 28   | 5    | 2        | 0        | 1        | 1        | 10   | 5    | 0    | 0    | 41   | 11   |
| 切爾西            | 2014–15  | 英格蘭足球超級聯賽   | 0    | 0    | —        | —        | —        | —        | —    | —    | —    | —    | 0    | 0    |
| 切爾西            | 總計     | 總計                 | 110  | 20   | 13       | 3        | 6        | 3        | 40   | 17   | 3    | 2    | 172  | 45   |
| AC米蘭 (租借)     | 2014–15  | 義大利甲組足球聯賽   | 10   | 1    | —        | —        | —        | —        | —    | —    | —    | —    | 10   | 1    |
| 馬德里競技 (租借) | 2014–15  | 西班牙足球甲級聯賽   | 19   | 3    | 4        | 3        | —        | —        | 3    | 0    | —    | —    | 26   | 6    |
| 馬德里競技 (租借) | 2015–16  | 西班牙足球甲級聯賽   | 30   | 11   | 2        | 0        | —        | —        | 12   | 1    | —    | —    | 44   | 12   |
| 馬德里競技        | 2016–17  | 西班牙足球甲級聯賽   | 31   | 8    | 5        | 1        | —        | —        | 9    | 1    | —    | —    | 45   | 10   |
| 馬德里競技        | 2017–18  | 西班牙足球甲級聯賽   | 27   | 5    | 6        | 3        | —        | —        | 12   | 2    | —    | —    | 45   | 10   |
| 馬德里競技        | 總計     | 總計                 | 107  | 27   | 17       | 7        | —        | —        | 36   | 4    | —    | —    | 160  | 38   |
| 鳥栖砂岩          | 2018     | 日本甲組職業足球聯賽 | 17   | 3    | 2        | 1        | 0        | 0        | —    | —    | —    | —    | 19   | 4    |
| 鳥栖砂岩          | 2019     | 日本甲組職業足球聯賽 | 18   | 2    | 1        | 1        | 2        | 0        | —    | —    | —    | —    | 21   | 3    |
| 鳥栖砂岩          | 總計     | 總計                 | 35   | 5    | 3        | 2        | 2        | 0        | —    | —    | —    | —    | 40   | 7    |
| 生涯總計          | 生涯總計 | 生涯總計             | 578  | 200  | 65       | 20       | 11       | 6        | 111  | 35   | 3    | 2    | 768  | 263  |

1. ↑  包含西班牙國王盃, 英格蘭足總盃, 天皇杯
2. ↑  包含英格蘭足球聯賽盃, 日本聯賽盃
3. ↑  在歐洲足協圖圖盃出賽
4. 1 2 3 4 5 6 7  在歐洲冠軍聯賽出賽
5. ↑  4次歐洲冠軍聯賽出賽, 4次歐足總歐洲聯賽出賽並取得4顆進球
6. ↑  在歐足總歐洲聯賽出賽
7. ↑  歐洲超級盃1次出賽, 歐洲冠軍聯賽6次出賽並取得3顆進球, 歐足總歐洲聯賽9次出賽並取得6顆進球
8. ↑  英格蘭社區盾1次出賽並取得1顆進球,國際足總俱樂部世界盃2次出賽並取得1顆進球
9. ↑  1次歐洲超級盃出賽, 歐洲冠軍聯賽9次出賽並取得4顆進球
10. ↑  歐洲冠軍聯賽出賽5次,歐足總歐洲聯賽7次出賽並取得2顆進球

### 國家隊
來源:
| 國家隊 | 年分 | 出賽 | 進球 |
| ------ | ---- | ---- | ---- |
| 西班牙 | 2003 | 3    | 0    |
| 西班牙 | 2004 | 11   | 1    |
| 西班牙 | 2005 | 12   | 8    |
| 西班牙 | 2006 | 13   | 5    |
| 西班牙 | 2007 | 6    | 1    |
| 西班牙 | 2008 | 13   | 3    |
| 西班牙 | 2009 | 13   | 5    |
| 西班牙 | 2010 | 11   | 3    |
| 西班牙 | 2011 | 9    | 1    |
| 西班牙 | 2012 | 10   | 4    |
| 西班牙 | 2013 | 5    | 5    |
| 西班牙 | 2014 | 4    | 2    |
| 總計   | 總計 | 110  | 38   |

## 榮譽

### 俱樂部
馬德里競技
- 西班牙足球乙級聯賽：2001–02冠軍[161]
- 歐霸盃：2017-18冠軍

切爾西
- 歐洲冠軍聯賽：2011–12冠軍[161]
- 英格蘭足總盃：2011–12冠軍[161]
- 欧足联欧洲联赛：2012–13冠軍[161]

### 國家隊
西班牙U16
- 歐洲U-16足球錦標賽：2001冠軍[161]

西班牙U19
- 歐洲U-19足球錦標賽：2002冠軍[161]

西班牙
- 歐洲足球錦標賽：2008, 2012冠軍[161]
- 世界盃足球賽：2010冠軍[161]

### 個人
- 1998年 14歲以下最佳歐洲球員[162]
- 2001年 歐洲少年足球錦標賽：神射手(6場入7球)、最佳球員
- 2002年歐洲19歲以下青年足球錦標賽：神射手(4場入4球)、最佳球員
- 欧洲足联年度最佳阵容：2008年
- 2012年歐洲國家盃金靴獎
- 2013年洲際國家盃金靴獎

## 外部連結
- 費蘭度托利斯 官方網站（页面存档备份，存于）
- BDFutbol檔案 （页面存档备份，存于）
- soccerbase費蘭度托利斯數據
- 英超個人檔案 （页面存档备份，存于）
- 費蘭度·托利斯在 National-Football-Teams.com 上的出场纪录
- 費蘭度·托利斯 – FIFA國際賽競賽紀錄 (存檔)
- 費蘭度·托利斯－UEFA國際賽競賽紀錄